# Giambattista Spinola (cardinal, 1681)
Giambattista Spinola, seniore (né le 21 septembre 1615 à Madrid, en Espagne, et mort le 4 janvier 1704 à Rome) est un cardinal italien du XVIIe siècle et du début du XVIIIe siècle. Il appartient à la famille Spinola, illustre famille génoise.
Il est un neveu du cardinal Giandomenico Spinola (1626) et l'oncle du cardinal Niccolò Spinola (1715). Les autres cardinaux des diverses branches de la famille Spinola sont Agostino Spinola (1527) ; Filippo Spinola (1583) ; Orazio Spinola (1606) ; Agustín Spínola (1621) ; Giulio Spinola (1666) ; Giambattista Spinola (1695) ; Giorgio Spinola (1719) ; Giovanni Battista Spinola (1733) ; Girolamo Spinola (1759) et Ugo Pietro Spinola (1831).

## Biographie
Spinola est abbé commendataire de Ss. Pietro e Giovanni di Tarento. En 1648, il est élu archevêque de Acerenza et Matera et est transféré à l'archidiocèse de Gênes en 1664. Spinola est forcé de résigner l'archidiocèse de Gênes en 1681 et est nommé secrétaire de la Congrégation des évêques. De 1675 à 1681 il est aussi gouverneur de Rome.
Le pape Innocent XI le crée cardinal lors du consistoire du 1er septembre 1681. Entre 1691 et 1692, il est camerlingue du Sacré Collège.
Il participe au conclave de 1689, lors duquel Alexandre VIII est élu pape, à celui de 1691 (élection d'Innocent XII) et à celui de 1700 (élection de Clément XI).